# M3 (автодорога, Венгрия)
M3 — автомагистраль Венгрии, ведущая из Будапешта в Вашарошномень. к моменту окончания строительства она должна соединить Будапешт с украинской границей. От М3 ответвляются две трассы — M30, ведущая в Мишкольц и M35, ведущая в Дебрецен). Последний построенный участок трассы возле Вашарошнамени был открыт в октябре 2013. В настоящее время протяжённость автомагистрали составляет 281 км.

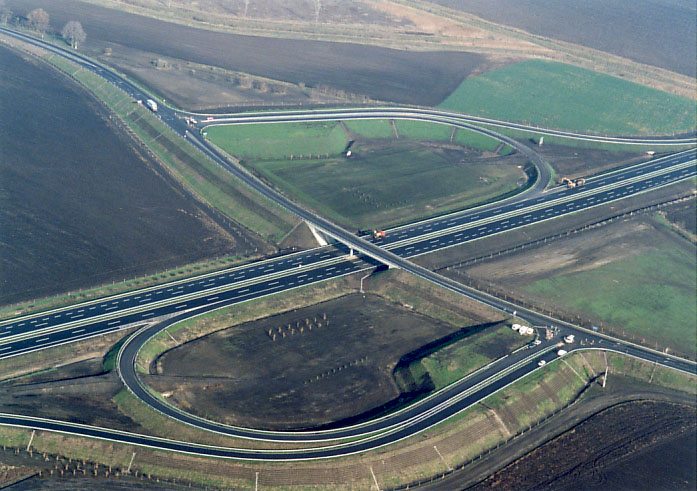
M3 — вид сверху